# Gang Beasts
Gang Beasts est un jeu vidéo de type party game multijoueur en local développé par Boneloaf Games, édité par Double Fine Productions et sorti sur Steam PlayStation et Xbox en accès anticipé en août 2014 pour les plateformes Microsoft Windows, Mac OS X Linux et PlayStation 4. 
Le jeu a reçu une mention honorable dans la catégorie Excellence en Design à l'Independent Games Festival 2016.